# Övreselet, Norrbotten
Övreselet är en sjö i Kalix kommun i Norrbotten och ingår i Töreälvens huvudavrinningsområde.